# Steyr 180
Der Steyr 180, aufgrund seiner Motorleistung auch als „26er Steyr“ bekannt, war ab 1947 der erste Traktor der Steyr-Werke und begründete deren Renommee als Traktorhersteller. Er wurde in verschiedenen Ausführungen bis 1963 gebaut.

## Steyr Typ 180
Bereits während des Zweiten Weltkriegs begann die Entwicklung eines Steyr-Traktors, die nach Kriegsende fortgeführt wurde. Nun kam jedoch ein neu konstruierter Dieselmotor der WD-Baureihe zum Einsatz. Obwohl der 180er nicht der kleinste der Steyr-Traktortypen war – dies war der auch als „15er Steyr“ bekannte Steyr 80 –, wurde er als erster Typ produziert, da der eingebaute Zweizylinder-Dieselmotor WD 213 als erster der Baureihe fertig konstruiert war. Am 29. September 1947 verließ der erste 180er die Werkshallen.
Der Traktor ist in Blockbauweise konstruiert; Vorderachs-Lagerbock, Motor und Getriebe sind miteinander verflanscht und tragen statt eines Rahmens den gesamten Fahrzeugaufbau. Der Steyr 180 hatte von Anfang an serienmäßig eine Differenzialsperre, zur Zeit seiner Konstruktion etwas nicht allgemein Übliches. Durch großen Lenkeinschlag und Lenkbremse war der Wendekreis von lediglich 3,5 Metern des auch als „Kurzhauber“ bezeichneten Steyr 180 sehr klein. Durch Umstecken der Räder konnte die Spur verbreitert werden.
Anfangs war der Traktor nur mit Kurbel zu starten, ein Elektrik-Paket mit Anlasser und Beleuchtung war bis 1950 gegen Aufpreis erhältlich, ebenso Riemenscheibe und Zapfwelle. Ebenfalls ab 1950 war ein hydraulisches Hubwerk erhältlich. Die maximale Anhängelast betrug 10 Tonnen in der Ebene und 5 Tonnen bei 10 % Steigung. Infolge der zu geringen Belastung der Vorderachse neigte der Steyr 180 zum Aufkippen. Der 180er war vor allem für landwirtschaftliche Betriebe mittlerer Größe gedacht, bis 1953 wurden 25.302 Stück verkauft.
Angetrieben wird der Steyr 180 von einem wassergekühlten Zweizylinder-Dieselmotor des Typs WD 213 mit Vorkammereinspritzung. Die Bohrung beträgt 110 mm, der Hub 140 mm (entsprechend 2661 cm3 Hubraum); die Leistung beträgt 26 PS (19 kW) bei 1300/min. Die Kraftübertragung erfolgt über ein Fünfganggetriebe (zuzüglich Rückwärtsgang) auf die Hinterachse, deren Differenzialgetriebe gesperrt werden kann.

## Steyr Typ 180a

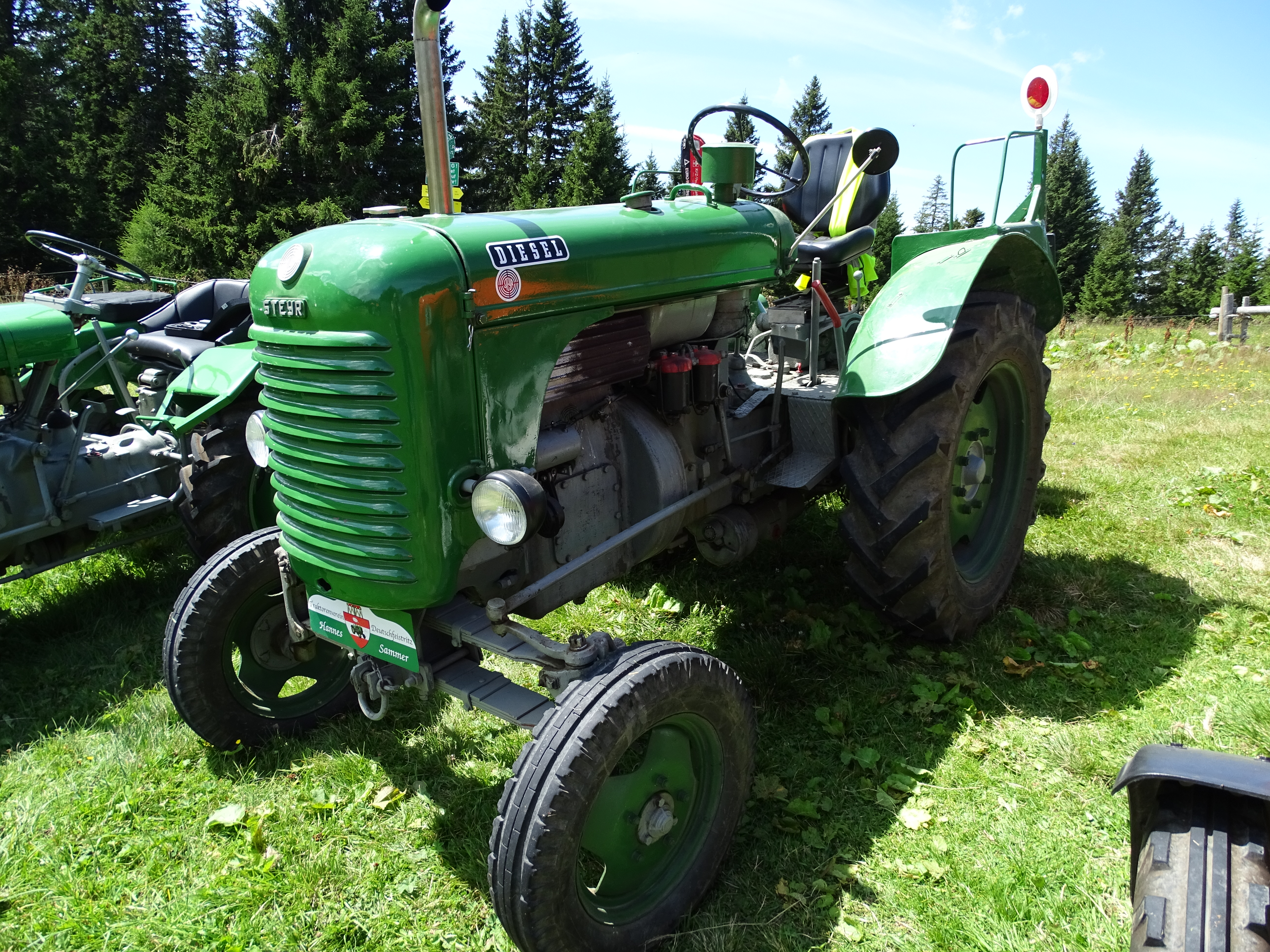
Steyr 180a

1953 kam der überarbeitete Typ 180a (a für den überarbeiteten Motor WD 213a) auf den Markt. Als äußerlich wichtigste Änderung wurde die markante Motorhaube im Aussehen den Typen 80 und 280 angeglichen.
Der Motor leistete nun 30 PS (22 kW) bei 1600/min und der beim 180er nach hinten gerichtete Auspuff wurde beim 180a nach oben geführt. Räder und Radstand wurden vergrößert, was zusammen mit dem erhöhten Gewicht die Standfestigkeit sowie Zugkraft des Fahrzeugs merklich erhöhte. Die Anhängelast wurde auf maximal 17 bzw. 8 Tonnen erhöht. Gegen Aufpreis war ein Kriechgang erhältlich, der ab 1955 serienmäßig wurde. Ebenfalls serienmäßig waren der elektrische Anlasser, die Zapfwelle, Riemenscheibe und Mähwerkantrieb. Das hydraulische Hubwerk war anfangs wahlweise lieferbar, wurde jedoch später ebenfalls Teil der Serienausstattung.
Bis 1959 wurden insgesamt 14.420 Exemplare des 180a verkauft.

## Steyr 182 und 182a

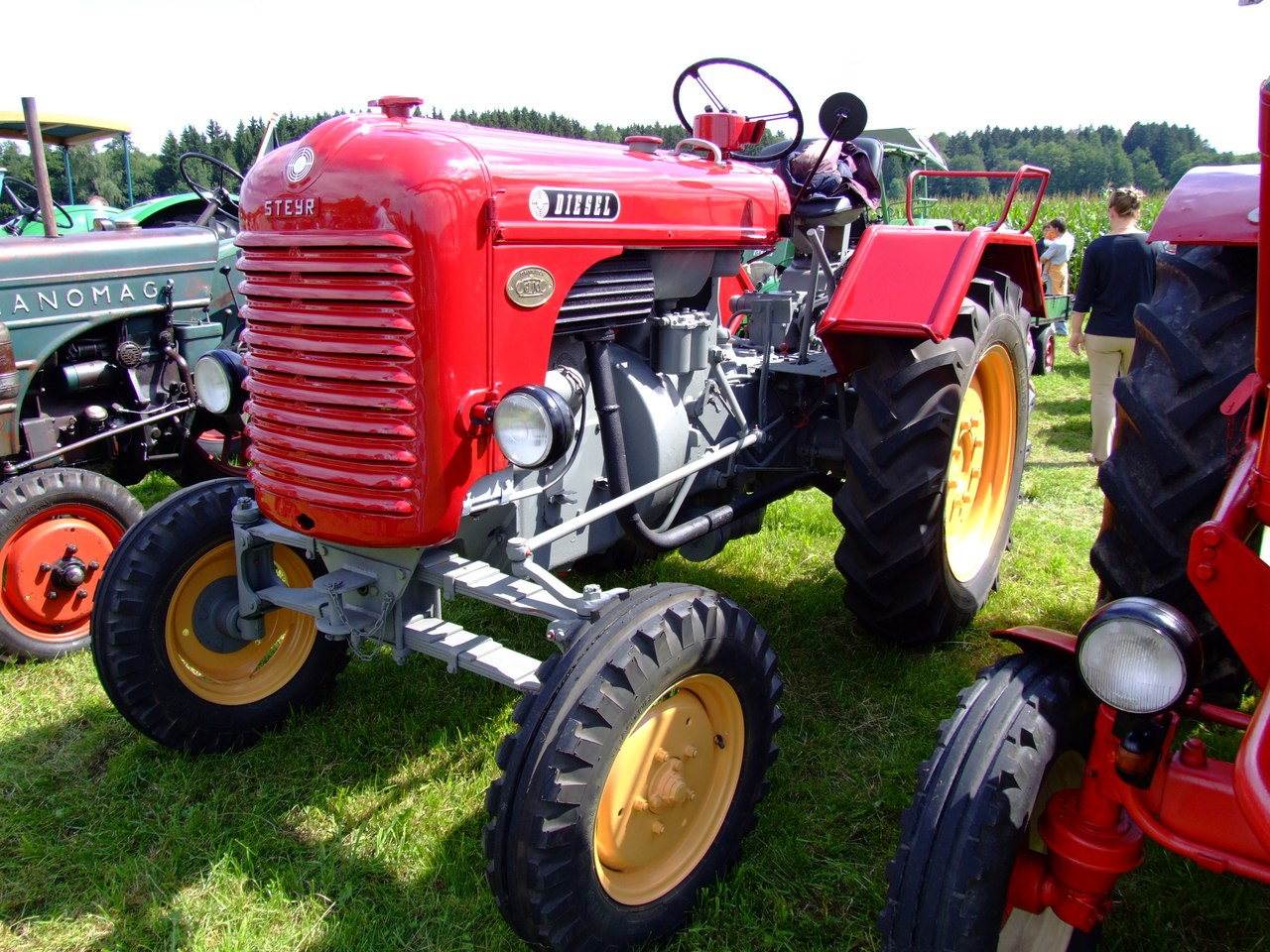
Steyr 182 von 1957

1956 kam die auch im Inland erhältliche rot lackierte Exportversion des 180a mit der Typenbezeichnung 182 auf den Markt. Die Formgestaltung zeichnete sich durch eine leichte Erhebung auf der Motorhaube aus. Durch eine Erhöhung der Drehzahl konnte die Motorleistung auf 36 PS (26 kW) bei 1700/min gesteigert werden, als Verbesserung gab es bei diesem Modell ein Sechsganggetriebe. Die 3477 Exemplare dieses Typs wurden weltweit verkauft.
1959 kam der verbesserte Steyr 182a auf den Markt, nun mit einem neu konstruierten Vierganggetriebe mit zwei Rückwärtsgängen und Ackergruppe mit Vorschaltgetriebe. Zugunsten des ein Jahr später erschienenen Typ 188 der Jubiläumsserie wurden lediglich 303 Exemplare des Typs 182a verkauft.

## N 180a, N 182 und N 182a
Die N-Modelle waren Bergtraktoren mit geringer bzw. niedriger Bauhöhe (N für „niedrig“) für den Einsatz im Gebirge. Sie unterschieden sich in den Dimensionen, dem höheren Gewicht als auch der Ausstattung, die beim N 182a u. a. ein Achtganggetriebe mit vier Rückwärtsgängen und geänderte Hinterreifen beinhaltete. Mit diesen Typen endete 1963 die Produktion der 180er-Typenfamilie.

## Bilder

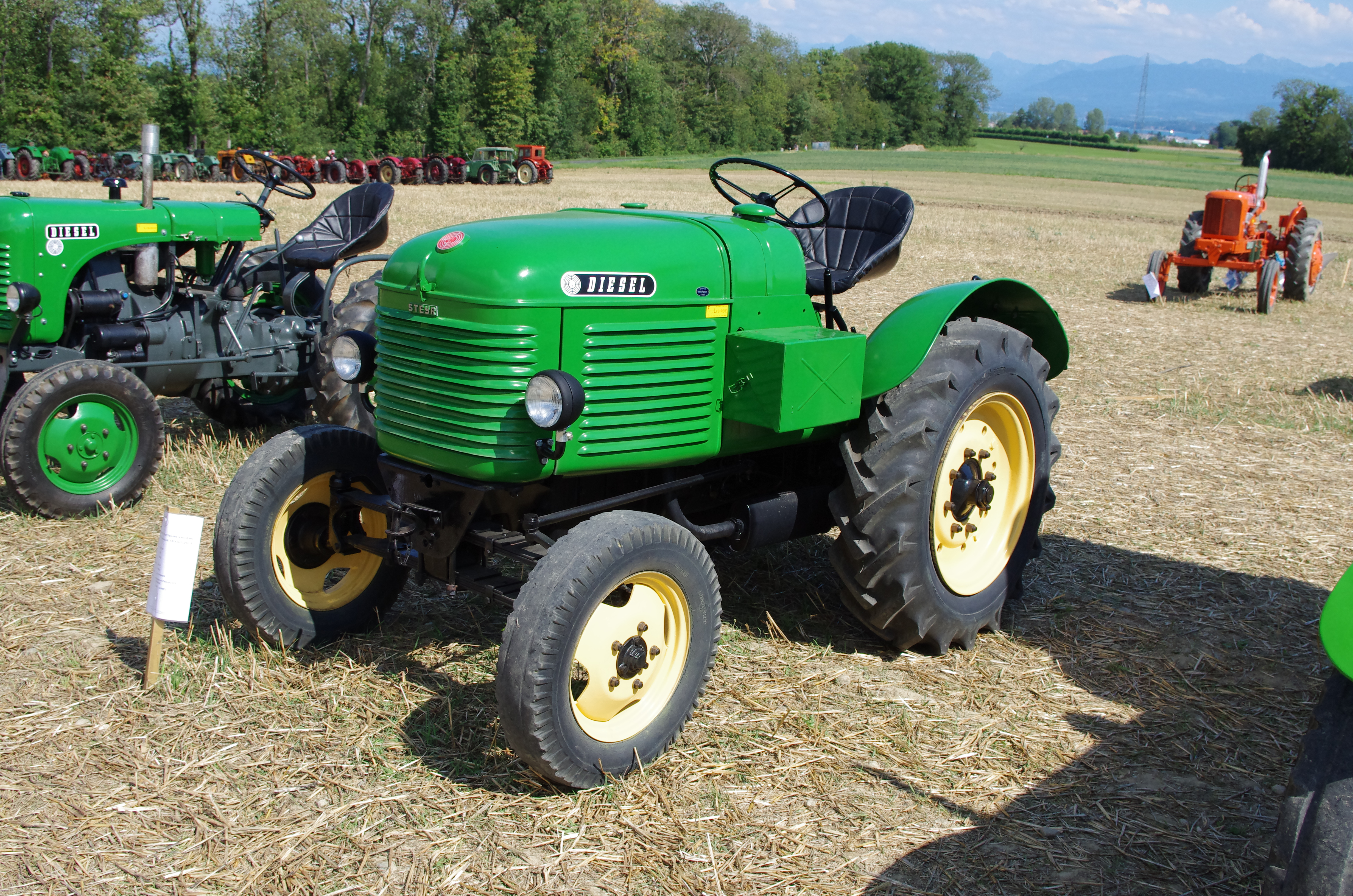
Steyr 180 von 1952
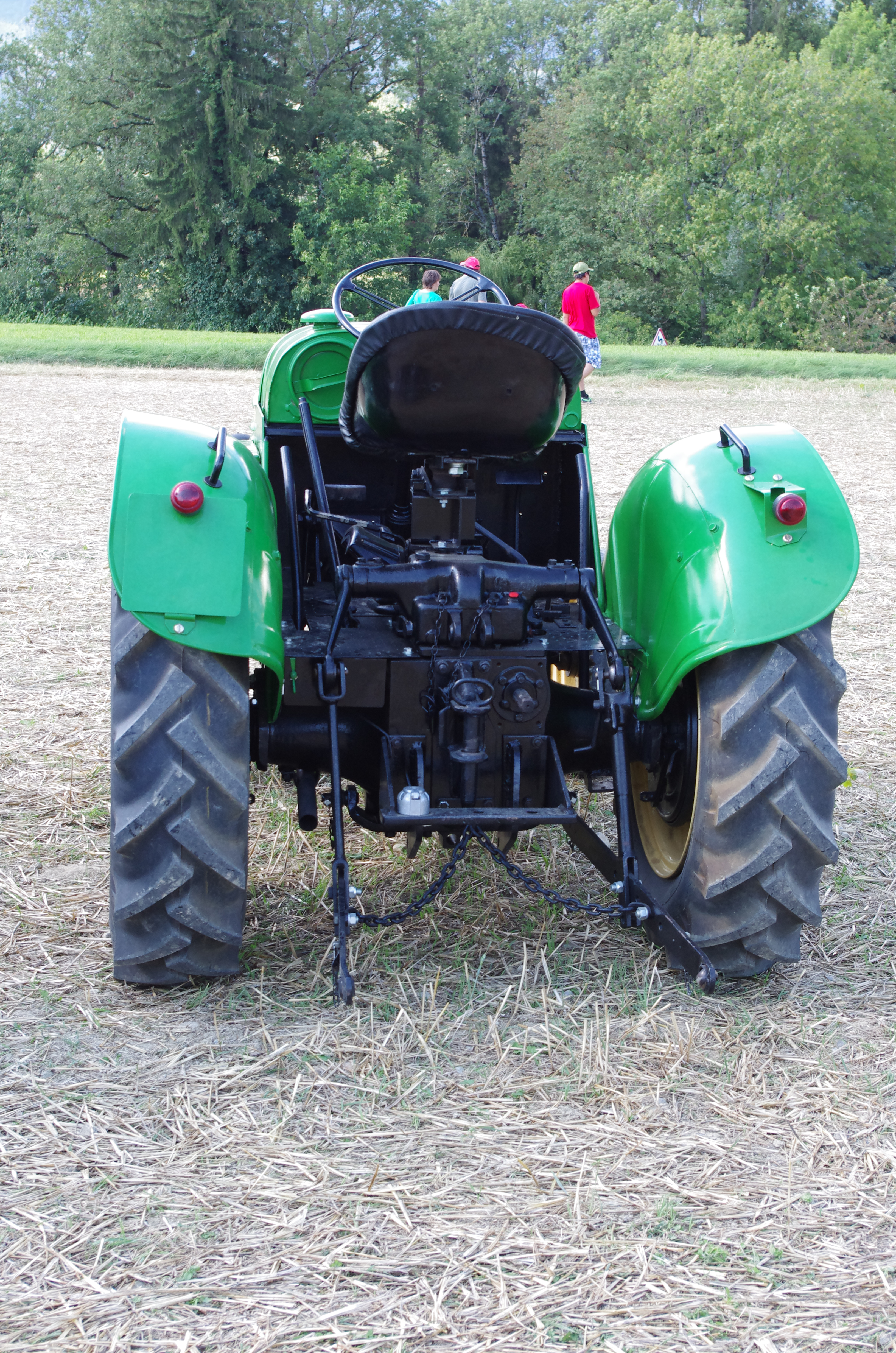
Rückansicht
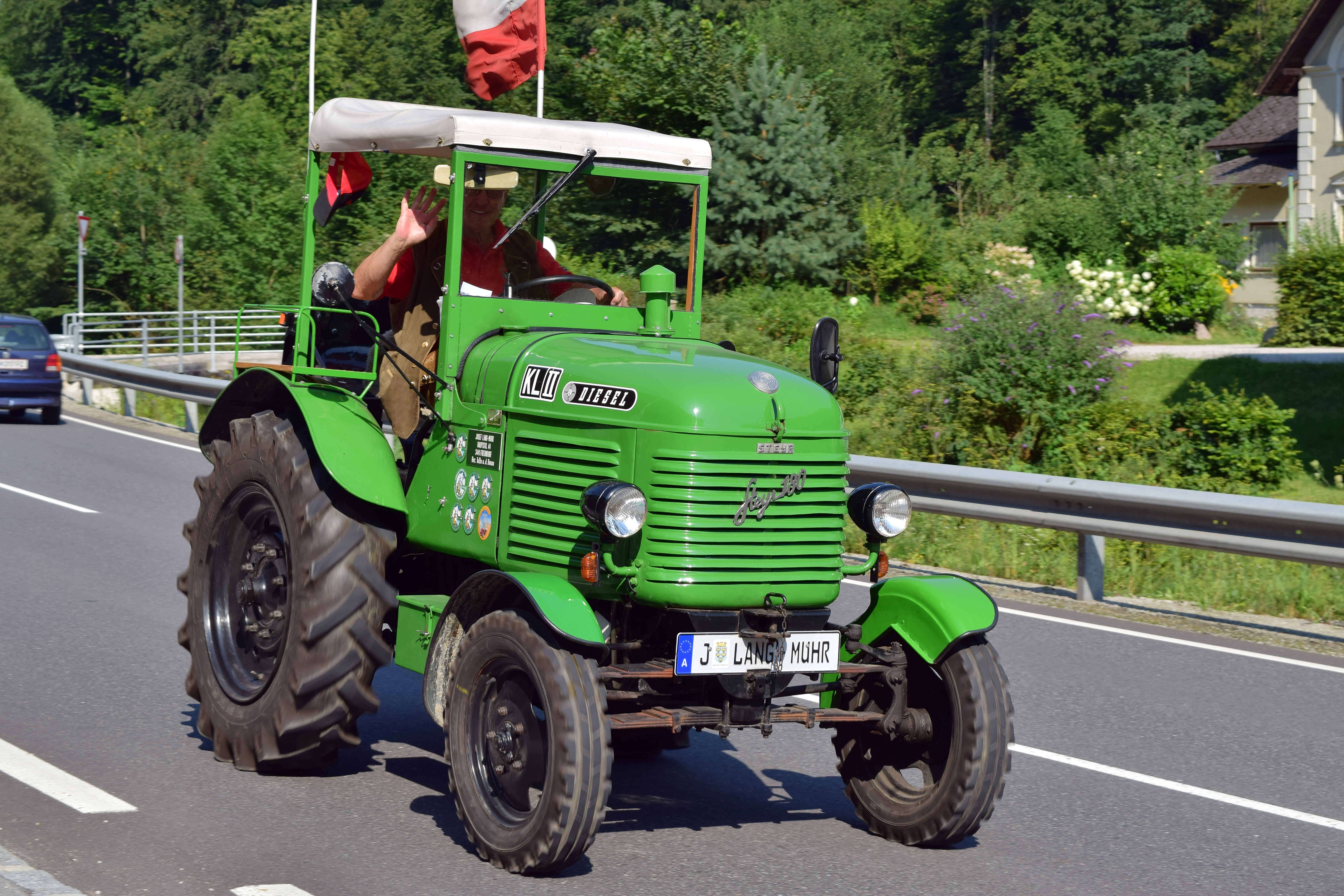
Steyr 180 mit Holzverdeck
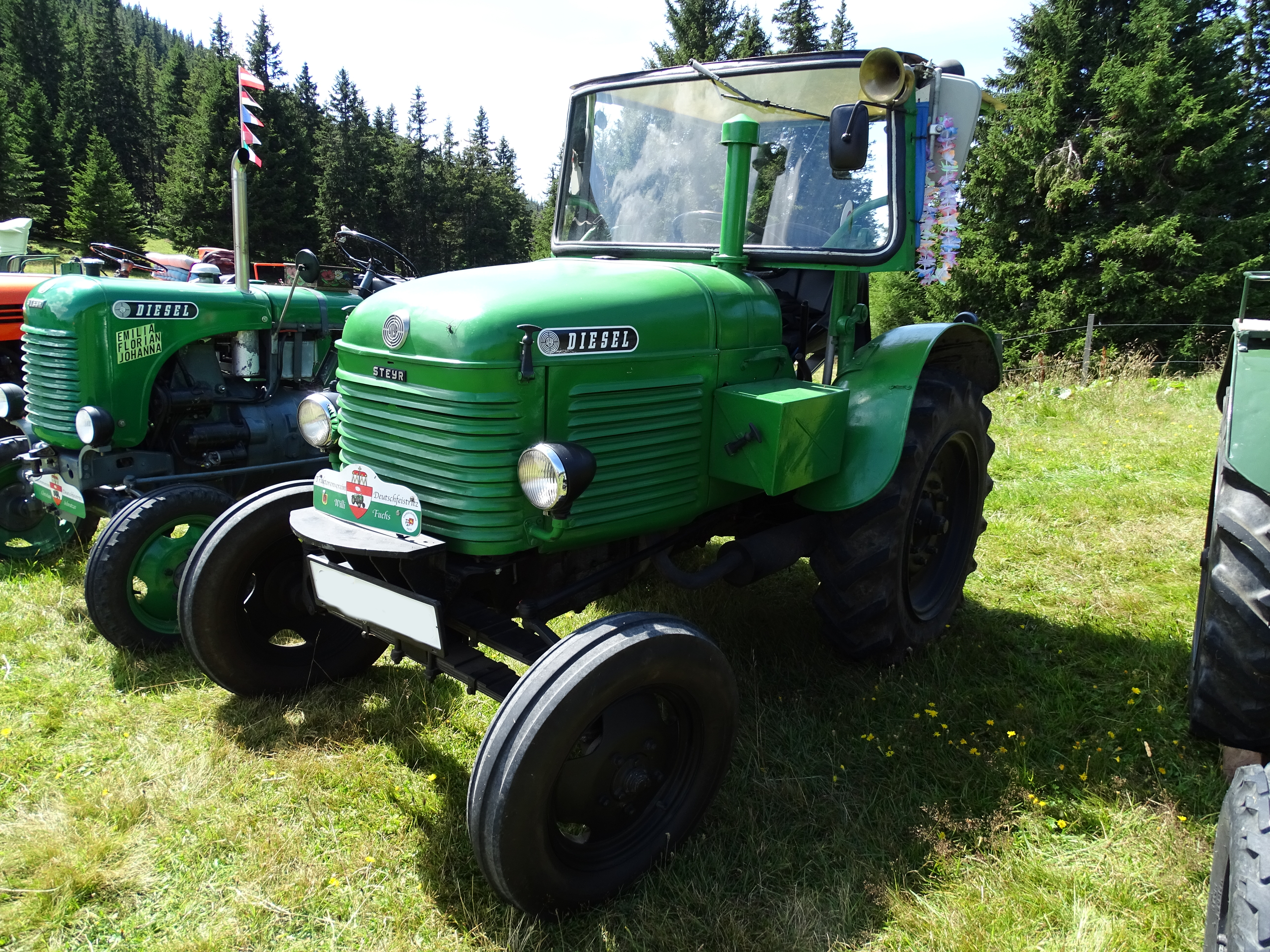
180er mit Verdeck
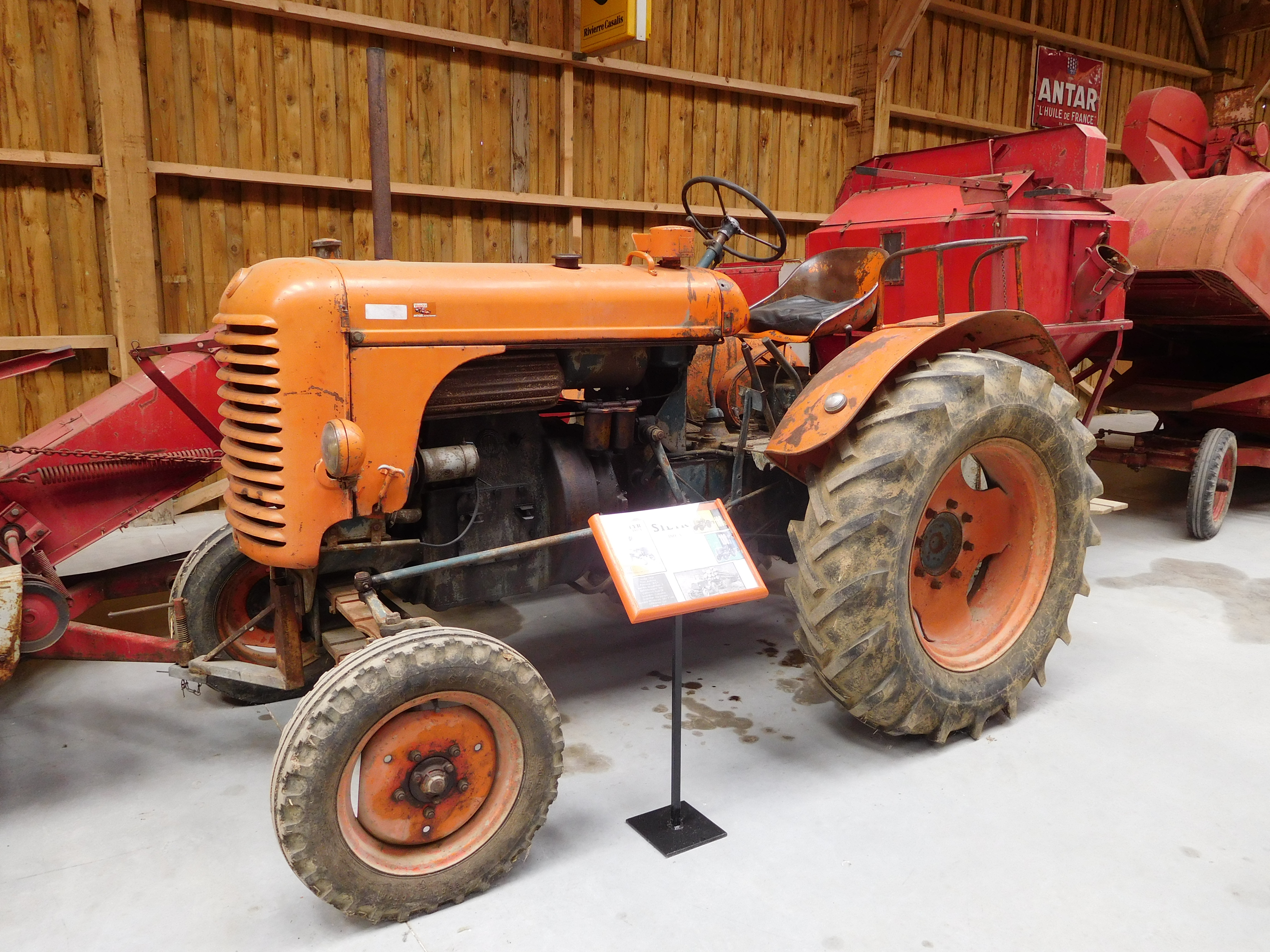
Exportversion des 180a (1959)

## Weitere Verwendung
Der in 180er-Typen zum Einsatz kommende Dieselmotor WD 213 war auch als Stationärmotor und Stromerzeuger erhältlich und wurde – mitsamt dem Getriebe – in die Dieselloks der Wiener Liliputbahn im Prater und der Donauparkbahn eingebaut. Die robusten Maschinen sind dort nach wie vor im Einsatz.

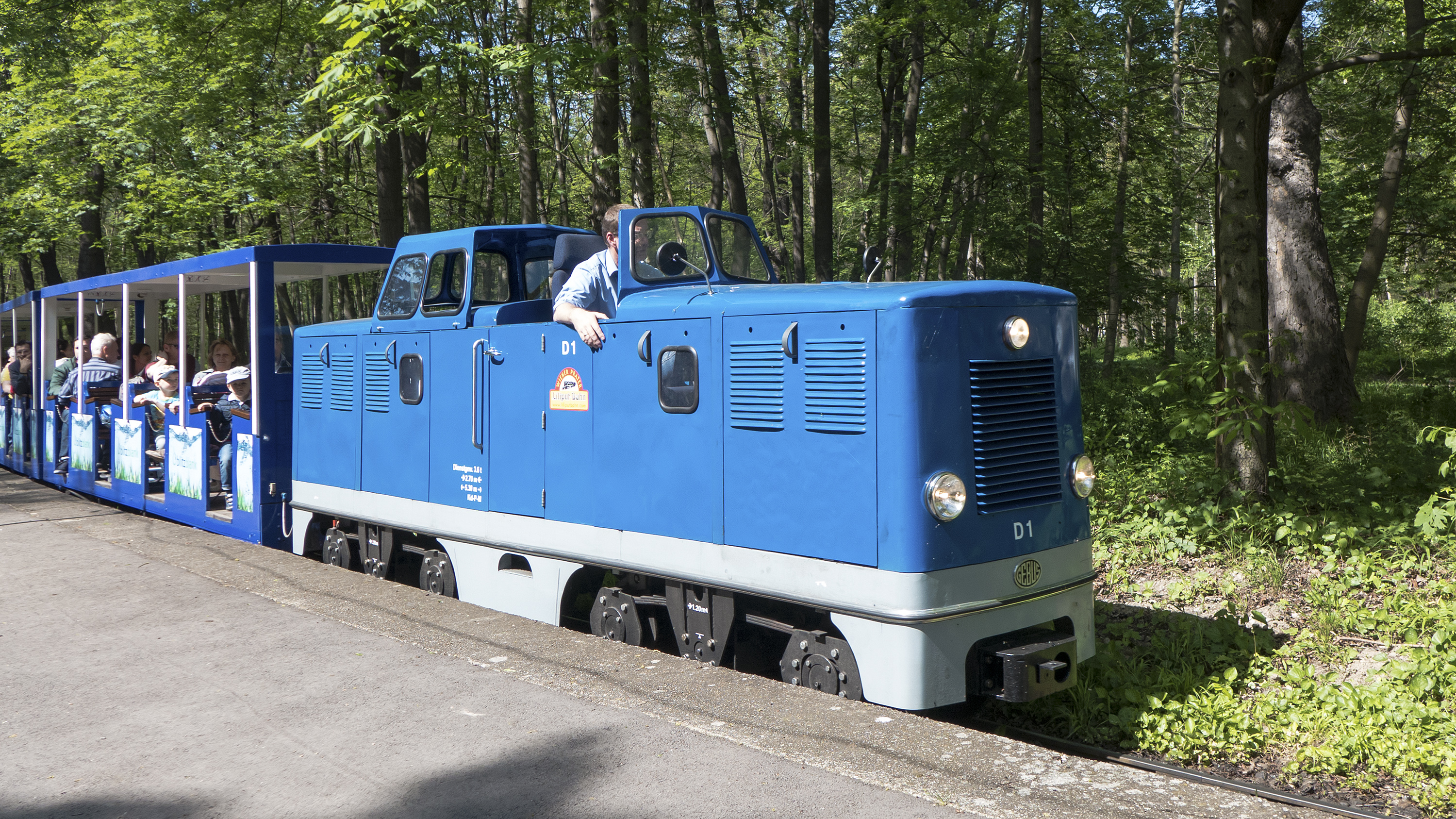
Lok D1 der Liliputbahn Prater
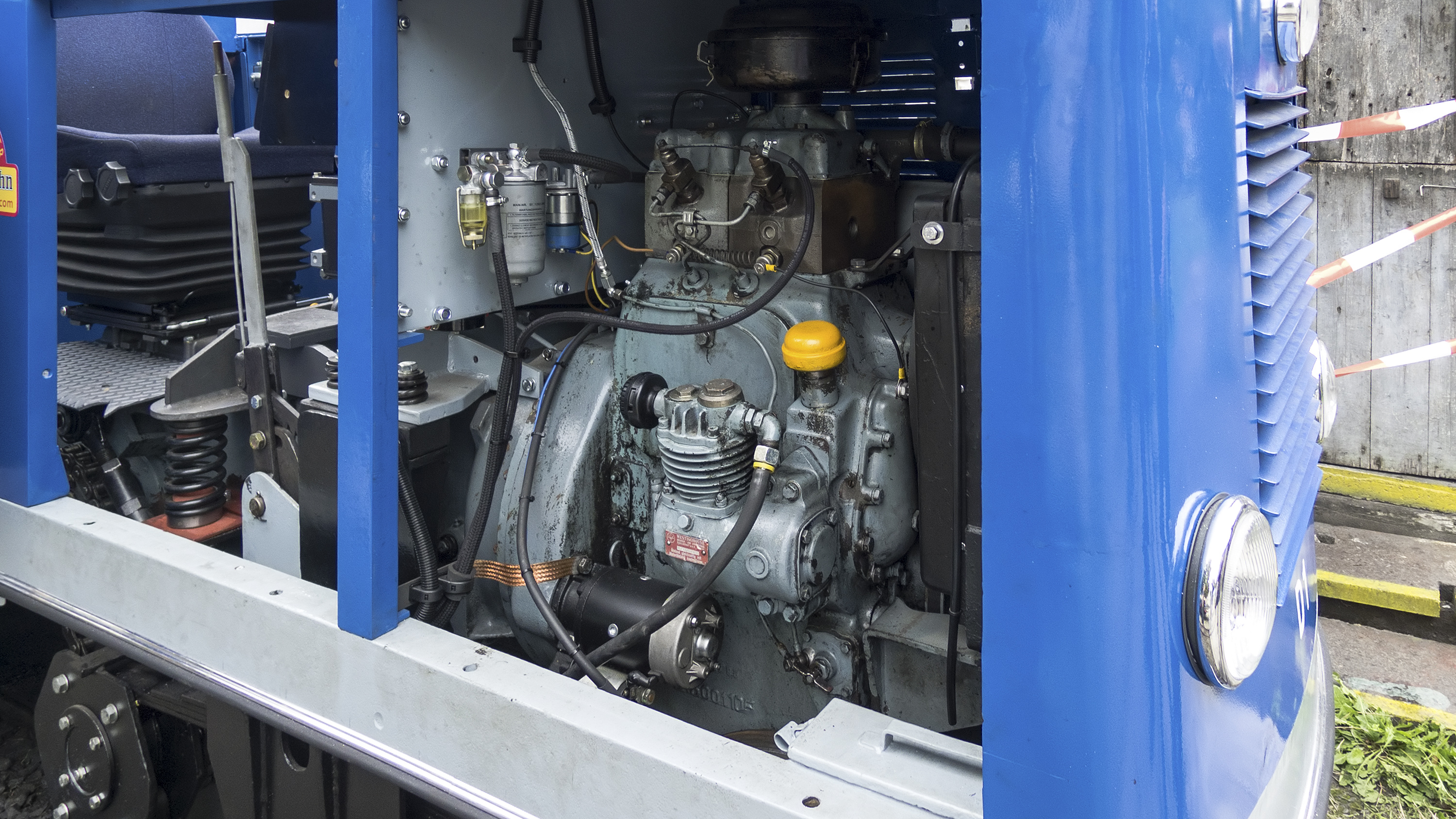
WD 213 - Motor der Lok D1
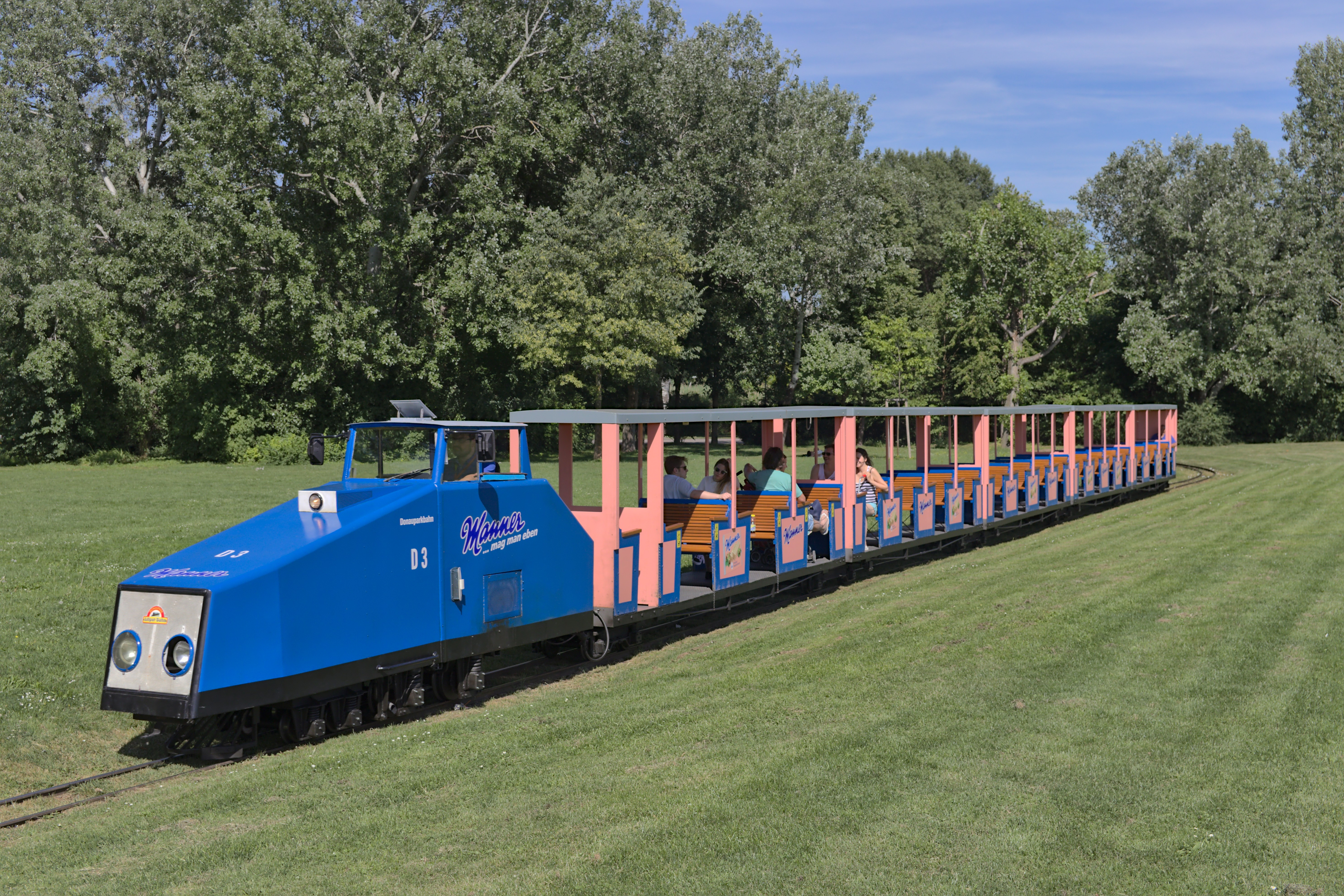
Lok D3 der Donauparkbahn